# Traffic shaping
El modelatge del trànsit (Traffic shaping) és una tècnica de gestió de l'ample de banda que s'utilitza a les xarxes d'ordinadors que retarda alguns o tots els datagrames perquè compleixin amb un perfil de trànsit desitjat. La configuració del trànsit s'utilitza per optimitzar o garantir el rendiment, millorar la latència o augmentar l'amplada de banda utilitzable per a alguns tipus de paquets retardant-ne altres. Sovint es confon amb la policia de trànsit, la pràctica diferent però relacionada d'eliminació de paquets i marcatge de paquets.

Exemple de cua justa basada en crèdit

El tipus de modelatge de trànsit més comú és el model de trànsit basat en aplicacions. En el modelatge de trànsit basat en aplicacions, primer s'utilitzen eines d'empremtes dactilars per identificar aplicacions d'interès, que després estan subjectes a polítiques de conformació. Alguns casos controvertits de conformació del trànsit basat en aplicacions inclouen l'acceleració de l'ample de banda del trànsit per compartir fitxers d'igual a igual. Molts protocols d'aplicació utilitzen el xifratge per evitar la configuració del trànsit basada en l'aplicació.
Un altre tipus de modelatge del trànsit és el model de trànsit basat en rutes. La configuració del trànsit basada en la ruta es realitza a partir de la informació del salt anterior o següent.

## Funcionalitat
Si un enllaç s'utilitza fins al punt en què hi ha un nivell important de congestió, la latència pot augmentar substancialment. La configuració del trànsit es pot utilitzar per evitar que això passi i mantenir la latència sota control. La conformació del trànsit proporciona un mitjà per controlar el volum de trànsit que s'envia a una xarxa en un període determinat (acceleració de l'ample de banda), o la velocitat màxima a la qual s'envia el trànsit (limitació de la velocitat), o criteris més complexos com l'algorisme genèric de velocitat de cel·les. Aquest control es pot dur a terme de moltes maneres i per moltes raons; tanmateix, la conformació del trànsit sempre s'aconsegueix retardant els paquets.
La conformació del trànsit s'aplica habitualment a les vores de la xarxa per controlar el trànsit que entra a la xarxa, però també pot ser aplicada per la font de trànsit (per exemple, l'ordinador o la targeta de xarxa) o per un element de la xarxa.

## Usos
De vegades, les fonts de trànsit apliquen el modelatge del trànsit per assegurar-se que el trànsit que envien compleix un contracte que la policia de trànsit pot fer complir a la xarxa.
El modelatge s'utilitza àmpliament per a l'enginyeria de teletrànsit i apareix a les xarxes dels ISP nacionals com una de les diverses pràctiques de gestió del trànsit d'Internet (ITMP). Alguns ISP poden utilitzar la configuració del trànsit per limitar els recursos consumits per les xarxes d'intercanvi de fitxers peer-to-peer, com ara BitTorrent.
Els centres de dades utilitzen la configuració del trànsit per mantenir acords de nivell de servei per a la varietat d'aplicacions i els molts inquilins allotjats, ja que tots comparteixen la mateixa xarxa física.

## Implementació
Un modelador de trànsit funciona retardant el trànsit mesurat de manera que cada paquet compleixi amb el contracte de trànsit corresponent. La mesura es pot implementar amb, per exemple, els algorismes de cubs amb fuites o de testimonis (el primer normalment en caixers automàtics i el segon en xarxes IP). Aleshores, els paquets o cèl·lules mesurades s'emmagatzemen en una memòria intermèdia FIFO, un per a cada classe amb forma per separat, fins que es poden transmetre d'acord amb el contracte de trànsit associat. La transmissió pot produir-se immediatament (si el trànsit que arriba al shaper ja és compatible), després d'algun retard (esperar a la memòria intermèdia fins a l'hora d'alliberament programada) o mai (en cas de pèrdua de paquets).